# Odostomella doliolum
Odostomella doliolum är en snäckart som först beskrevs av Philippi 1844.  Odostomella doliolum ingår i släktet Odostomella och familjen Pyramidellidae. Inga underarter finns listade i Catalogue of Life.